# Limnología

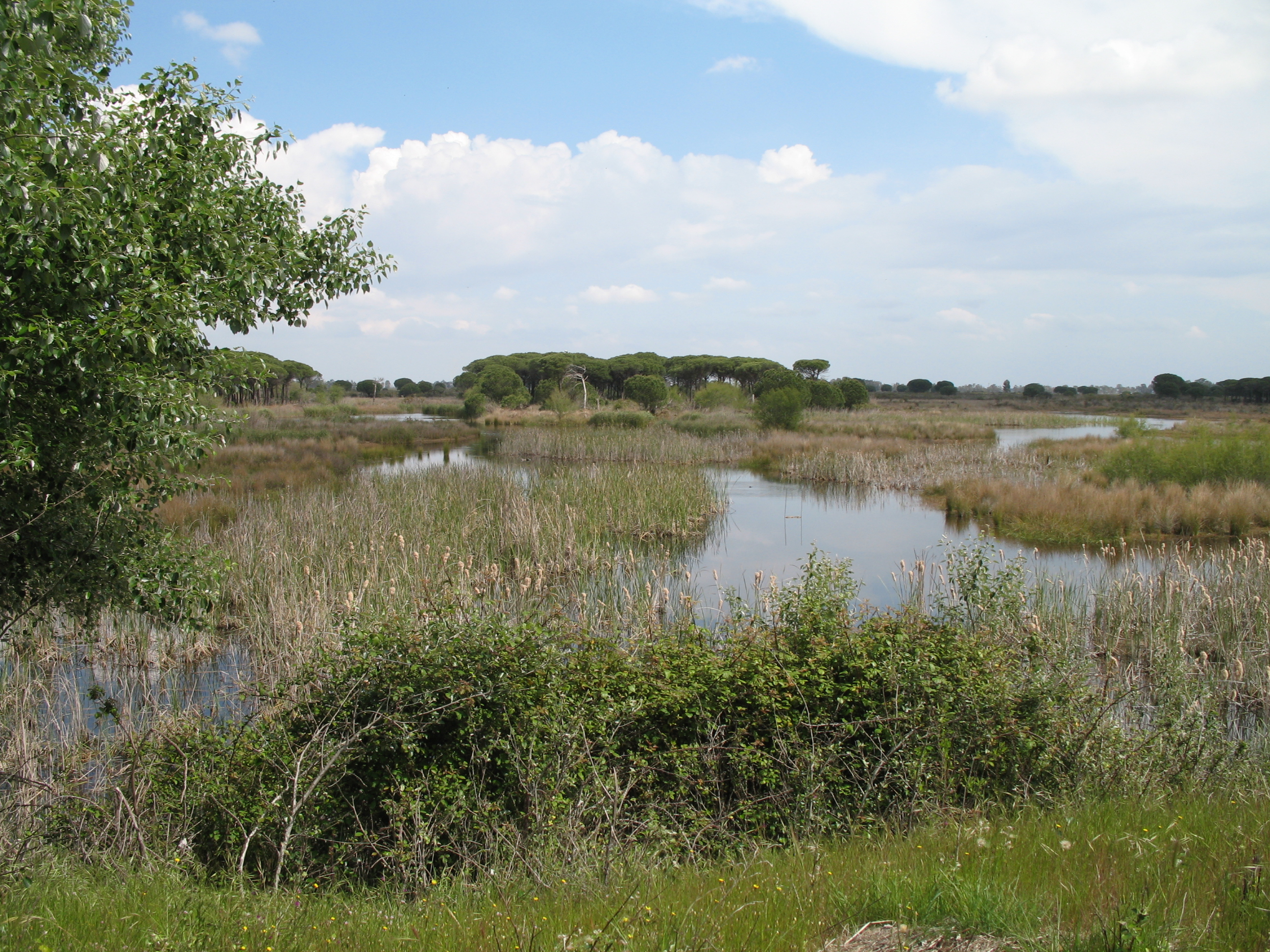
Laguna del Acebuche en el parque nacional de Doñana en España. Los humedales son los ecosistemas más importantes de algunos países, especialmente los europeos.

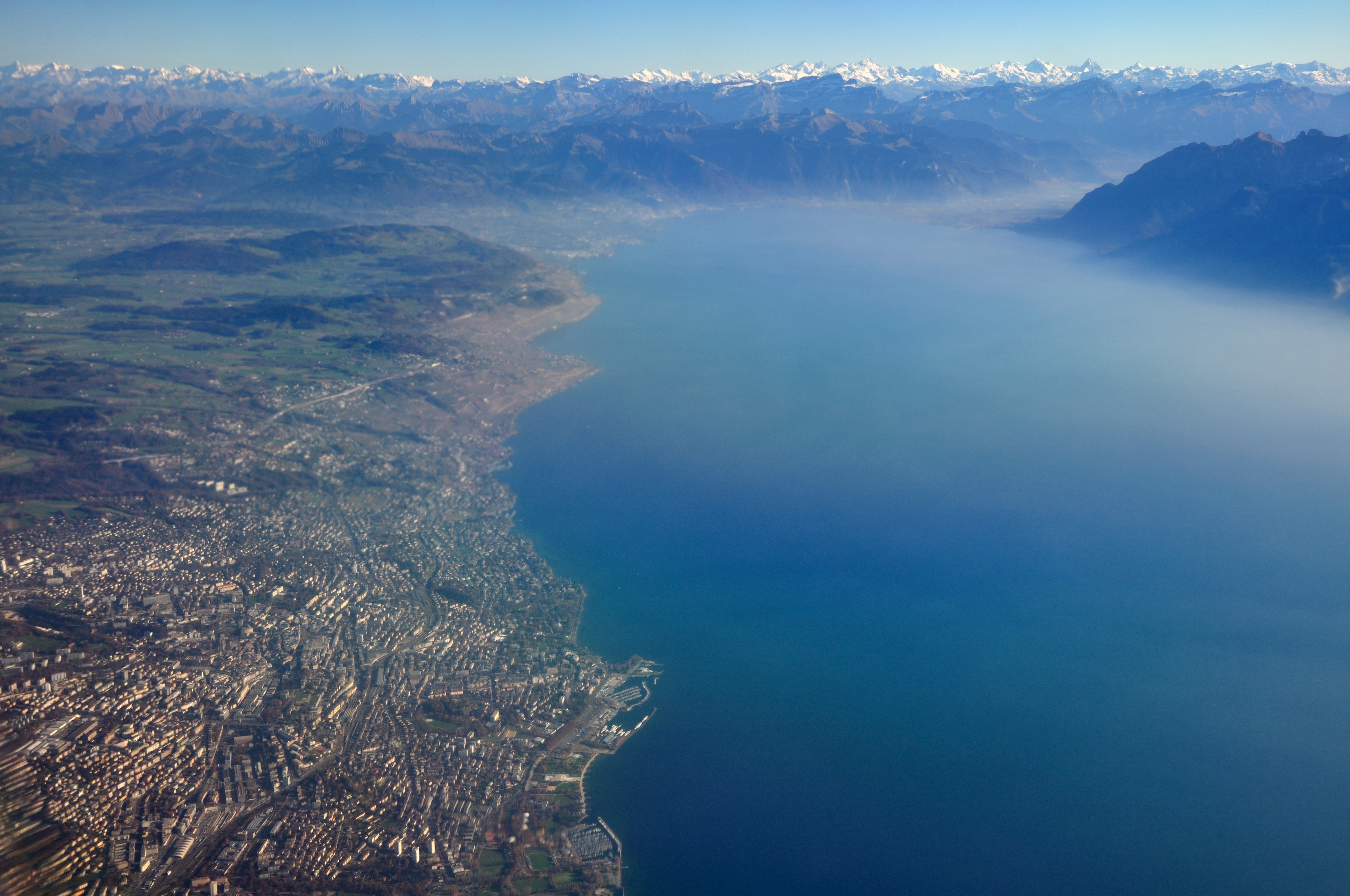
Lago Lemán, el primer lago estudiado por la limnología.

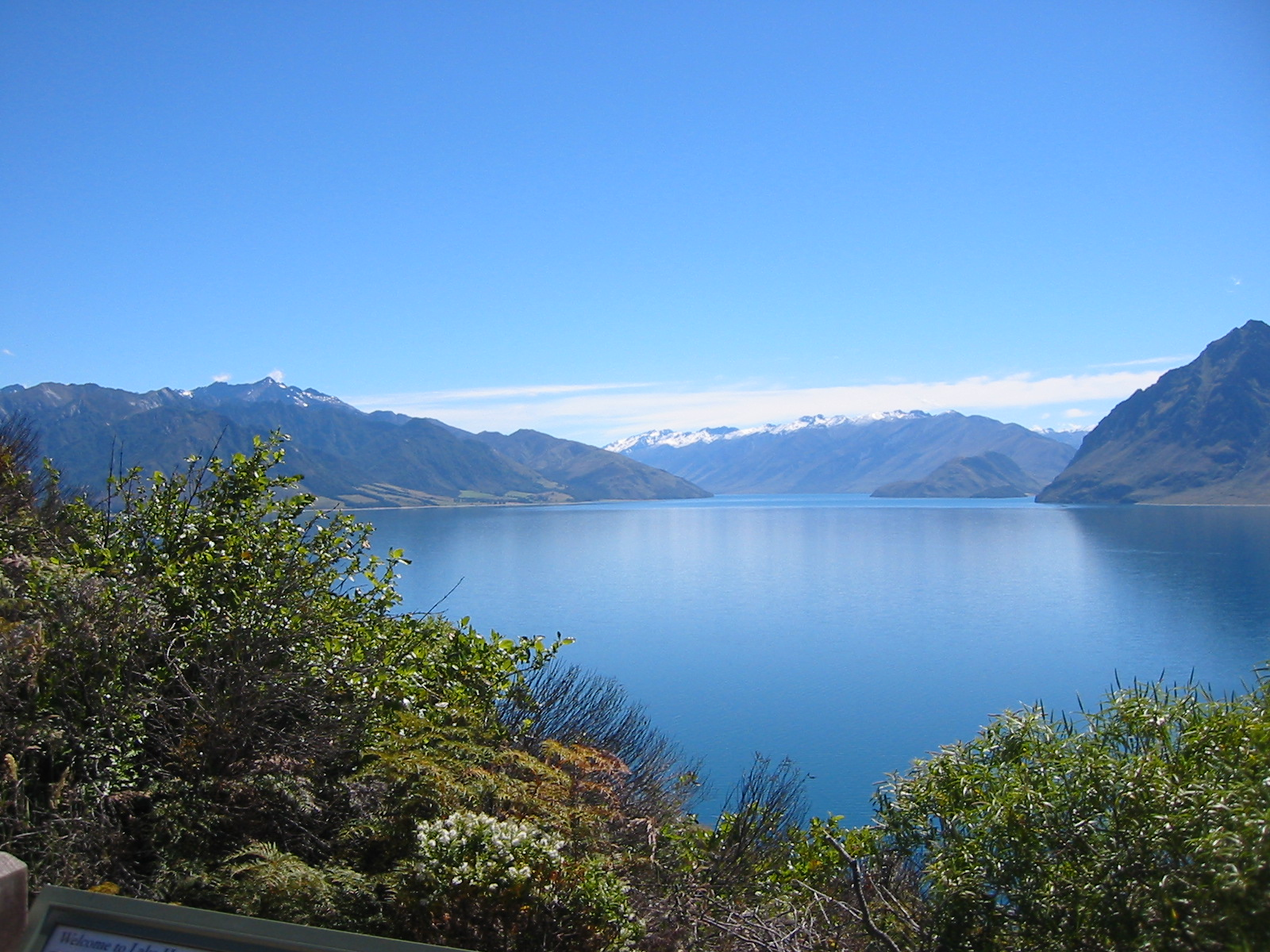
Lago Hawea en Nueva Zelanda.

La limnología (del griego λίμνη, límnē, "lago" y λόγος, lógos, "estudio") es la rama de la ecología que estudia los ecosistemas acuáticos continentales (lagos, lagunas, ríos, charcas, marismas, estuarios, y humedales), incluyendo el agua subterránea y cuerpos de agua intermitentes (o temporales), las interacciones entre los organismos acuáticos y su ambiente, y factores sociales, ecológicos y evolutivos que determinan su distribución y abundancia en dichos ecosistemas. El término "limnología" incluye aguas salobres y saladas continentales, por lo que no se debe asumir que es estrictamente el estudio de agua dulce.
Más que una rama de la ecología, es un campo multidisciplinario en donde suelen converger ramas como la biología, ecología, matemáticas, ingenierías (civiles, ambientales, etc.), acuicultores, químicos, físicos, arquitectos del paisaje, sociólogos, estadistas. 
En un principio el término limnología se ceñía solo al estudio de lagos y masas de agua continentales. En 1922 se fundó la Sociedad Internacional de Limnología, que incluyó como objeto de estudio las aguas epicontinentales.
Las masas de agua continentales son de gran importancia para el ser humano, ya que muchas son fuente de recursos básicos para la economía (agua potable, alimento, agua para industria, transporte, reservas a futuro, etc.) o desempeñan un papel (depuración de aguas, regulación microclimática). Esto además se tiene que compatibilizar con la convivencia de especies de flora y fauna que subsisten en el medio, o dependen de él. Por estas razones la limnología se ha convertido en una ciencia más importante, necesaria para la gestión y conservación de los medios acuáticos.

## Historia

### Escuela europea
Su primer figura importante fue el suizo François-Alphonse Forel (1841-1912), quien acuñó el término "Limnología" y es considerado el padre de la limnología moderna. Concentró su estudio en el lago Lemán (Suiza). Considera que es una ciencia que integra distintas disciplinas. En 1892 publica su primer estudio sobre la geología del lago Lemán (características físico-químicas) y organismos que habitan en el lago. Einar Naumann (1891-1974), botánico sueco, estudió los lagos oligotróficos de Suecia (lagos muy profundos, pobres en nutrientes, aguas frías a muy bajo desarrollo del fitoplancton, aguas muy transparentes). August Thienemann (1882-1960), zoólogo alemán estudió los lagos mesotróficos y eutróficos de Europa Central. Menos profundos y más cálidos, con más nutrientes, transparencia menor.
Esa diferencia entre lagos oligotróficos del norte y lagos meso-eutróficos del sur lleva a la limnología regional (que hoy en día ya no tiene sentido debido a la alteración de los ecosistemas naturales que reciben gran cantidad de nutrientes y se transforman en eutróficos independientemente de su origen a problema muy grave que afecta a todo el mundo, no sólo a Europa).
En 1922 se funda la Sociedad Internacional de Limnología. A partir de esta fecha se celebran congresos anuales cuyas actas se publican.

#### La limnología en España
En un principio Europa iba a la cabeza, pero tras la Segunda Guerra Mundial, Estados Unidos le supera en investigaciones, publicaciones y cantidad de limnólogos. En España tarda en asentarse la disciplina. Destacan dos personalidades en el campo de la hidrobiología (biología de aguas dulces): Celso Arévalo y Luis Pardo. Arévalo en la primera década del siglo XX funda el Laboratorio Nacional de Hidrobiología en Valencia. Se centra en el estudio de las lagunas. Pardo fue discípulo de Arévalo hacia los años 1920-1930 y publicó trabajos divulgativos sobre las aguas dulces.
En los años 1950 Ramón Margalef (ecología, limnología, oceanografía) estudia ecología acuática en general. También estudia hipótesis de ecología general. Es reconocido internacionalmente. A raíz de Margalef surgen muchos discípulos, estudiantes de la Universidad de Barcelona.
En 1981, un grupo de estudiosos del agua, formaron la Asociación Española de Hidrobiología, intentando agrupar a todos los interesados españoles en Limnología y los ecosistemas acuáticos. Sin embargo, un par de años después, cambió el nombre por el de Asociación Española de Limnología. Posteriormente, en 2006 cambió el nombre a Asociación Ibérica de Limnología, con el fin de reunir los interesados tanto españoles como portugueses e iberoamericanos en la Limnología.

### Escuela americana
El naturalista Stephen Alfred Forbes (1844-1930) se decantó por los lagos maravillado por la relación funcional que representaban. En 1887 publica The lake as a microcosm. En él describe el lago como un microcosmos, una unidad sistémica en equilibrio dinámico condicionado por los intereses de cada organismo en su lucha por la vida, gobernado por la selección natural.
Chancey Juday estudió los lagos de Wisconsin y el lago Mendota. Una de sus conclusiones alcanzadas es que existe un equilibrio dinámico basado en que la entrada de energía y materiales se equilibra con el gasto y la salida.
G. E. Hutchinson fue el responsable de la formación de grandes limnólogos y ecólogos estadounidenses. Tratado de limnología en 4 volúmenes centrados sobre todo en los lagos (geología, físico–química y biología).
Raymond Lindemen se centró en el estudio de un lago y defendió la teoría de Forbes del equilibrio dinámico.
En 1936 se constituye la Sociedad Americana de Limnología que luego se convierte en la Asociación para las Ciencias de la Limnología y Oceanografía, o ASLO, por sus siglas en inglés). Se publica una revista de limnología y oceanografía.

### Organizaciones
- Asociación para las Ciencias de la Limnología y Oceanografía (ASLO)
- Asociación Ibérica de Limnología
- Australian Society for Limnology
- European Society of Limnology and Oceanography
- Society of Limnology
- Italian Association for Oceanology and Limnology (AIOL)
- Sociedad de Limnología Japonesa
- Sociedad Internacional de Limnología
- Brazilian Society of Limnology
- New Zealand freshwater Sciences society
- Southern African Society of Aquatic Scientists
- Balaton Limnological Research Institute
- Polish Limnological Society
- Society for Freshwater Science (formarlmente North American Benthological Society)
- Sección Limnología, Facultad de Ciencias, Universidad de la República, Uruguay

## Relevancia
A nivel mundial el agua no se distribuye equitativamente en toda la superficie terrestre. Esto provoca distintas necesidades y presiones específicas en cada región y a nivel de cuenca, en particular en donde existen poblaciones humanas directa o indirectamente (si se colectan ciertos recursos y transportan a otro sitio, por ejemplo). Estudios en la disponibilidad y calidad del agua son importantes para poder modelar y pronosticar la situación hídrica y económica de una región en el tiempo. La integridad y salud de los ecosistemas contribuyen a la salud del suelo y el equilibrio ecológico que mantiene no sólo los recursos biológicos y su valor y derecho intrínseco, sino también la adecuada recarga hídrica, purificación del agua, usos recreativos, y otros recursos y servicios ecosistémicos de los cuales los humanos nos beneficiamos. Para poder mantener estos servicios y recursos ecosistémicos que mantienen nuestra economía y salud, es importante comprender las características específicas de cada cuenca, cada ecosistema, y muchas veces incluso cada especie biológica para poder formular buenas prácticas de manejo y aprovechamiento sostenible.
Una mejor comprensión de la ecología acuática contribuirá a una mejor toma de decisiones y conocimiento del valor real del agua.

## Limnología general

### Propiedades físicas
Las propiedades físicas de los ecosistemas acuáticos están determinadas por una combinación de calor, corrientes, olas y otras distribuciones estacionales de las condiciones ambientales. La morfometría de una masa de agua depende del tipo de característica (como un lago, río, arroyo, humedal, estuario, etc. ) y de la estructura de la tierra que rodea la masa de agua. Los lagos, por ejemplo, se clasifican por su formación, y las zonas de los lagos se definen por la profundidad del agua. La morfometría de los sistemas de ríos y arroyos está condicionada por la geología subyacente de la zona, así como por la velocidad general del agua. La morfometría de los arroyos también está influenciada por la topografía (especialmente la pendiente), así como por los patrones de precipitación y otros factores como la vegetación y el desarrollo de la tierra. La conectividad entre los arroyos y los lagos está relacionada con la densidad de drenaje del paisaje, superficie del lago y forma del lago.
Otros tipos de sistemas acuáticos que entran en el estudio de la limnología son los estuarios. Los estuarios son masas de agua clasificadas por la interacción de un río y el océano o el mar. Humedaless varían en tamaño, forma y patrón sin embargo los tipos más comunes, marismas, ciénagas y pantanos, a menudo fluctúan entre contener agua dulce y poco profunda y estar secos dependiendo de la época del año.

### Propiedades químicas
La composición química del agua en los ecosistemas acuáticos está influenciada por las características y procesos naturales, entre los que se incluyen las precipitaciones, el suelo subyacente y  la roca madre en la cuenca de drenaje, la erosión, la evaporación y la sedimentación. Todas las masas de agua tienen una determinada composición de elementos y compuestos tanto orgánicos como inorgánicos. Las reacciones biológicas también afectan a las propiedades químicas del agua. Además de los procesos naturales, las actividades humanas influyen mucho en la composición química de los sistemas acuáticos y en la calidad de sus aguas.

#### Oxígeno y dióxido de carbono
La saturación de oxígeno y el dióxido de carbono disuelto a menudo se discuten juntos debido a su papel acoplado en la respiración y la fotosíntesis. Las concentraciones de oxígeno disuelto pueden verse alteradas por procesos y reacciones físicas, químicas y biológicas. Los procesos físicos, incluida la mezcla con el viento, pueden aumentar las concentraciones de oxígeno disuelto, especialmente en las aguas superficiales de los ecosistemas acuáticos. Dado que la solubilidad del oxígeno disuelto está relacionada con la temperatura del agua, los cambios de temperatura afectan a las concentraciones de oxígeno disuelto, ya que el agua más caliente tiene una menor capacidad de "retener" el oxígeno que el agua más fría. Biológicamente, tanto la fotosíntesis como la respiración aeróbica afectan a las concentraciones de oxígeno disuelto. La fotosíntesis de los autótrofos, como el fitoplancton y las algas acuáticas, aumenta las concentraciones de oxígeno disuelto y, al mismo tiempo, reduce las concentraciones de dióxido de carbono, ya que éste se absorbe durante la fotosíntesis. Todos los organismos aeróbicos del medio acuático absorben oxígeno disuelto durante la respiración aeróbica, mientras que el dióxido de carbono se libera como subproducto de esta reacción. Debido a que la fotosíntesis está limitada por la luz, tanto la fotosíntesis como la respiración ocurren durante las horas de luz del día, mientras que sólo la respiración ocurre durante las horas de oscuridad o en las partes oscuras de un ecosistema. El equilibrio entre la producción y el consumo de oxígeno disuelto se calcula como la «tasa de metabolismo acuático».
.

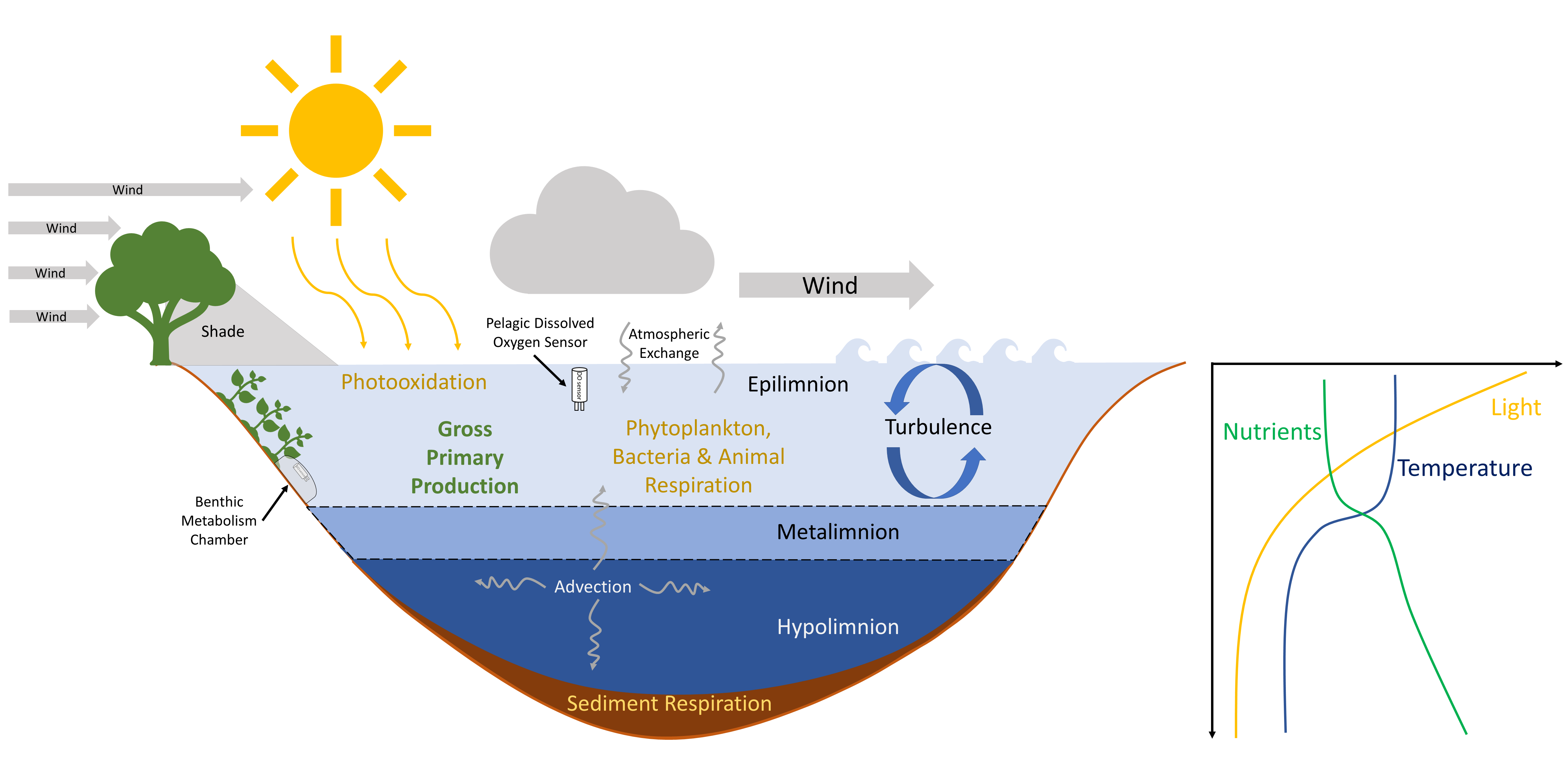
Diagrama transversal de los factores que influyen en las tasas metabólicas de los lagos y en la concentración de gases disueltos en ellos. Los procesos en texto dorado consumen oxígeno y producen dióxido de carbono, mientras que los procesos en texto verde producen oxígeno y consumen dióxido de carbono

Los cambios verticales en las concentraciones de oxígeno disuelto se ven afectados tanto por la mezcla del viento de las aguas superficiales como por el equilibrio entre la fotosíntesis y la respiración de la materia orgánica. Estos cambios verticales, conocidos como perfiles, se basan en principios similares a los de la estratificación térmica y la penetración de la luz. A medida que la disponibilidad de luz disminuye a mayor profundidad en la columna de agua, las tasas de fotosíntesis también disminuyen y se produce menos oxígeno disuelto. Esto significa que las concentraciones de oxígeno disuelto generalmente disminuyen a medida que uno se adentra en la masa de agua porque la fotosíntesis no está reponiendo el oxígeno disuelto que se absorbe a través de la respiración. Durante los períodos de estratificación térmica, los gradientes de densidad del agua impiden que las aguas superficiales ricas en oxígeno se mezclen con las aguas más profundas. Los periodos prolongados de estratificación pueden provocar el agotamiento del oxígeno disuelto en el fondo; cuando las concentraciones de oxígeno disuelto son inferiores a 2 miligramos por litro, las aguas se consideran hipóxicas. Cuando las concentraciones de oxígeno disuelto son de aproximadamente 0 miligramos por litro, las condiciones son anóxicas. Tanto las aguas hipóxicas como las anóxicas reducen el hábitat disponible para los organismos que respiran oxígeno y contribuyen a los cambios en otras reacciones químicas del agua.

### Propiedades biológicas

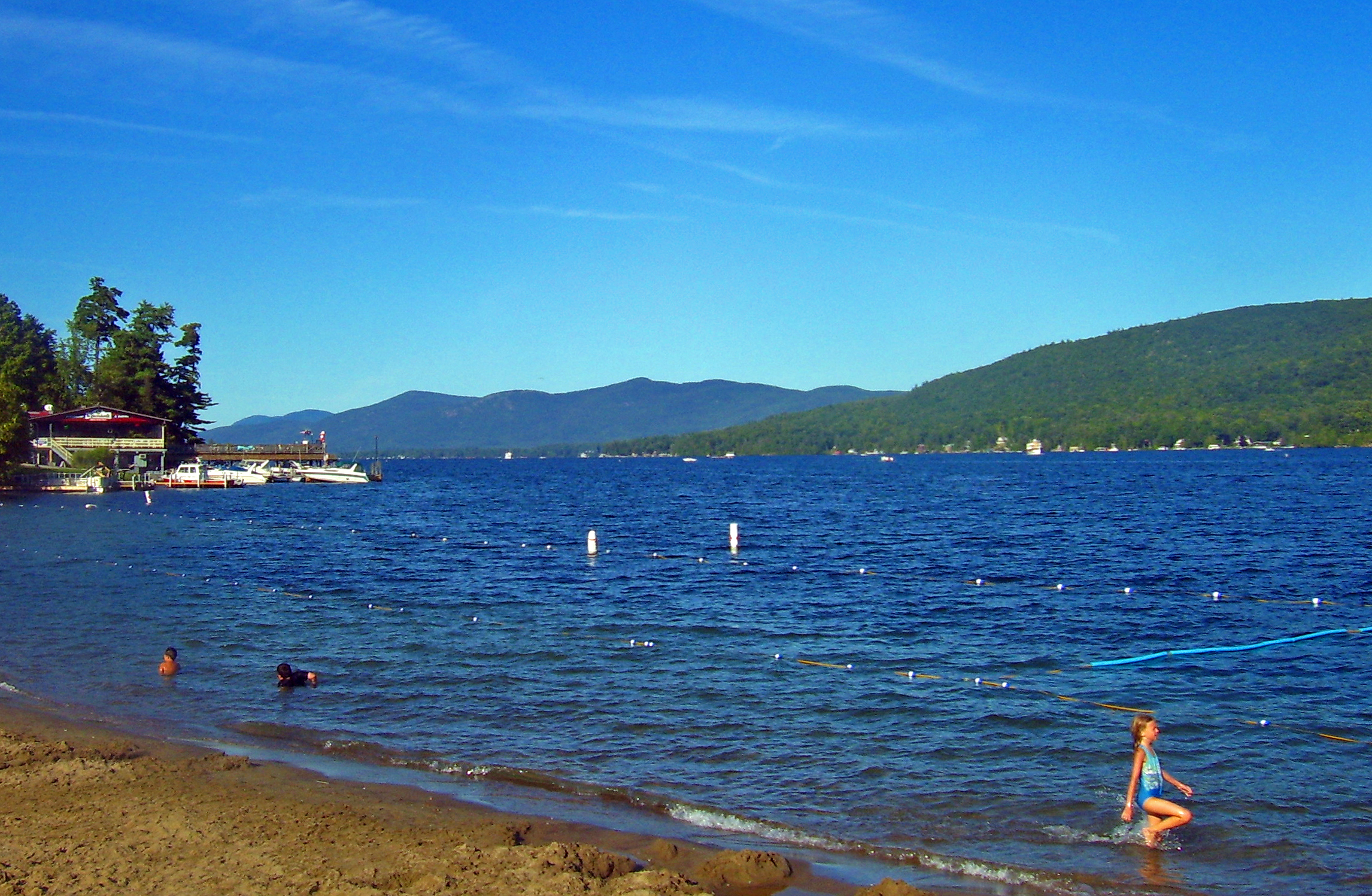
Lago George, Nueva York, Estados Unidos, un lago oligotrófico

Una manera de clasificar lagos es por su estado trófico, lo que está muy relacionado con la química en cuanto a los nutrientes y de esta manera a la producción primaria llevada a cabo por organismos fotosintéticos. 
También hay otra forma de clasificar los lagos (u otras masas de agua) y es con el índice de estado trófico. Un lago oligotrófico se caracteriza por niveles relativamente bajos de producción primaria y bajos niveles de nutrientes. Un lago eutrófico tiene altos niveles de productividad primaria debido a niveles muy altos de nutrientes. La Eutrofización de un lago puede dar lugar a floraciones de algas. Los lagos  distróficos tienen altos niveles de  materia húmica y suelen tener aguas de color amarillo-marrón, de color té. Estas categorías no tienen especificaciones rígidas; el sistema de clasificación puede verse más como un espectro que abarca los distintos niveles de productividad acuática.

## Organizaciones profesionales
Las personas que estudian la limnología se denominan limnólogos. Hay muchas organizaciones profesionales relacionadas con la limnología y otros aspectos de la ciencia acuática, como la Asociación para las Ciencias de la Limnología y la Oceanografía, la Asociación Ibérica de Limnología, la Sociedad Internacional de Limnología, la Sociedad Limnológica Polaca, la Sociedad de Limnólogos Canadienses y la Asociación Biológica de Agua Dulce.